# 柳元怙
柳元怙（？—？），河东郡解县（今山西省运城市临猗县）人，出自河东柳氏东眷，侍中、骠骑大将军、尚书令、巴东忠烈公柳元景堂兄，刘宋官员。

## 生平
元嘉二十七年（450年）八月，刘宋北伐北魏，十一月，宋军退守陕城，当时各路军队的军粮将要耗尽，各自只剩下几天的口粮，奋武将军鲁方平派信使向柳元景求援，柳元景派遣军副柳元怙选拔步兵骑兵两千人，赶赴陕城救援。柳元怙卷起甲胄和大帐兼程急行，一夜间就赶到陕城。第二天早晨，北魏军队再度进攻，鲁方平和建武将军薛安都正与魏军交战，柳元怙正好赶到，柳元怙的军队偃旗息鼓，人马衔杖无声，隐秘行进，魏军没有发现。柳元怙指挥部下从陕城南门的函道直冲而出，面对北方结成军阵，旗帜众多，击鼓前进，出乎魏军意料，魏军大惊。柳元怙和幢主宗越率领部下骁勇骑兵冲击魏军阵地，宋军跟随奔驰而去，激战一整日，斩获魏军三千首级，俘虏到军门的有二千多人。
大明七年六月甲辰（463年7月2日），北中郎将柳元怙出任梁州、南秦州二州刺史，取代柳叔仁。景和元年九月戊申（465年10月23日），柳元怙再度出任梁州、南秦州二州刺史。泰始二年正月丙申（466年2月8日），徐州刺史申令孙，司州刺史庞孟虬、豫州刺史殷琰、青州刺史沈文秀、冀州刺史崔道固、代理湘州刺史何慧文、广州刺史袁昙远、益州刺史萧惠开、梁州刺史柳元怙等人都起兵支持晋安王刘子勋。
泰始二年十月，徐州刺史薛安都、益州刺史萧惠开、梁州刺史柳元怙、兗州刺史毕众敬、豫章郡太守殷孚、汝南郡太守常珍奇在刘子勋失败后派遣使者向刘宋朝廷请求投降。